# Thierry Loder
Thierry Loder (né le 15 décembre 1975 à Genève en Suisse) est un coureur cycliste français. Il a été professionnel de 1999 à 2003, après avoir été champion de France sur route amateur en 1998. Son père, Éric Loder, a été cycliste professionnel de 1976 à 1979.

## Palmarès

### Par année
- 1994
  - Tour du Pays de Gex
- 1995
  - Tour du lac Léman
- 1996
  - Souvenir Thierry-Ferrari
  - 3e de la Polymultipliée lyonnaise
- 1997
  - 2e du Souvenir Thierry-Ferrari
- 1998
  -  Champion de France sur route amateurs
  - 5e étape du Tour Nivernais Morvan
  - Souvenir Thierry-Ferrari
  - Tour de Moselle :
    - Classement général
    - 4ea étape (contre-la-montre)[3]

  - 3e de Paris-Épernay
  - 3e du Tour de l'Avenir
- 2000
  - 2e du Tour de l'Ain
- 2004
  - 2e du Tour des Pyrénées
  - 3e du Grand Prix du Faucigny

### Résultats sur les grands tours

#### Tour de France
2 participations
- 1999 : 139e
- 2002 : 98e

#### Tour d'Espagne
1 participation 
- 2002 : abandon (7e étape)

### Classements mondiaux
Thierry Loder a été classé au mieux 621e en fin d'année au classement UCI en 2000.
| Année          | 1999 | 2000 | 2001 | 2002 | 2003  |
| Classement UCI | 996e | 621e | 673e | 767e | 1380e |